# International Swimming League
La Lega Internazionale di Nuoto, anche conosciuta come LIN, International Swimming League o ISL, è una lega professionistica di nuoto in vasca corta disputata annualmente. Il formato si basa su una competizione a squadre sulle distanze brevi, disputate a ritmi serrati. Nel 2019 la stagione regolare ha avuto inizio a ottobre, mentre la fase finale si è tenuta a dicembre.
L'accesso alla competizione è vietato agli atleti precedentemente squalificati per doping.

## Formato

### Stagione LIN
La stagione LIN è divisa in stagione regolare e fase finale, costituita dalle semifinali e dalla finale, che si disputa in una località individuata dalla federazione. Durante la stagione regolare le squadre partecipanti guadagnano punti al termine di ogni incontro, secondo il seguente schema:
| Piazzamento | 1º | 2º | 3º | 4º |
| Punti       | 4  | 3  | 2  | 1  |
| ----------- | -- | -- | -- | -- |

Al termine di tutti gli incontri della stagione regolare, le quattro società con il maggior numero di punti avanzano alla fase finale che determina il vincitore del torneo, premiato con il titolo di campione LIN.

### Squadre partecipanti
Nel 2019 LIN era composta da 8 squadre: 4 statunitensi e 4 europee. Nel 2020 si sono uniti alla LIN una società canadese e una giapponese, portando il numero totale a 10.
| Squadra                  | Città                | Ingresso nella LIN   | Direttore generale    | Allenatore           |
| Conferenza Americana     | Conferenza Americana | Conferenza Americana | Conferenza Americana  | Conferenza Americana |
| ------------------------ | -------------------- | -------------------- | --------------------- | -------------------- |
| DC Trident               | Washington           | 2019                 | Kaitlin Sandeno       | Cyndi Gallagher      |
| LA Current               | Los Angeles          | 2019                 | Lenny Krayzelburg     | David Marsh          |
| New York Breakers        | New York             | 2019                 | Tina Andrew           | Peter Andrew         |
| Cali Condors             | San Francisco        | 2019                 | Jason Lezak           | Gregg Troy           |
| Toronto Titans           | Toronto              | 2020                 | Robert Kent           | Byron MacDonald      |
| Conferenza Euro-Asiatica |                      |                      |                       |                      |
| Energy Standard          | Parigi               | 2019                 | Jean-Francois Salessy | James Gibson         |
| London Roar              | Londra               | 2019                 | Rob Woodhouse         | Mel Marshall         |
| Team Iron                | Budapest             | 2019                 | Dorina Szekeres       | Jozsef Nagy          |
| Aqua Centurions          | Roma                 | 2019                 | Alessandra Guerra     | Matteo Giunta        |
| Tokyo Frog Kings         | Tokyo                | 2020                 | Kōsuke Kitajima       | Dave Salo            |

### Regolamento tecnico e punteggi
Tutti gli incontri prevedono la partecipazione di quattro squadre. Nella stagione inaugurale due tappe sono state riservate agli scontri tra squadre della stessa lega, mentre il resto degli incontri ha previsto la partecipazione di squadre provenienti da entrambe le leghe. Ogni squadra è composta da un minimo di 24 nuotatori fino a un massimo consentito di 28. Possono competere nelle gare individuali 12 uomini e 12 donne, mentre altri quattro atleti (2 uomini e 2 donne) possono essere inseriti nella rosa come possibili partecipanti alle sole staffette.
La formazione delle squadre viene consegnata al direttore tecnico della manifestazione prima dell'inizio di ogni sessione e può essere cambiata durante gli intervalli. Il cambio deve avvenire entro 2 minuti dalla fine dell'ultima gara della sessione precedente.

#### Incontro LIN
Un incontro consiste di 39 gare (32 gare individuali, 5 staffette e 2 australiane, che sono aperte solo ai 12 nuotatori che hanno partecipato alle gare individuali). Ogni gara individuale prevede la partecipazione di 2 rappresentanti per club (e di altrettante squadre per le staffette). Se due o più club al termine di un incontro avranno gli stessi punti verrà organizzata come gara spareggio una staffetta 4x50 mista mista, aperta a tutti i nuotatori. Al termine di ogni gara individuale la classifica a punti viene aggiornata con il seguente schema:
| Piazzamento | 1º | 2º | 3º | 4º | 5º | 6º | 7º | 8º | NF | SQ | NP |
| Punti       | 9  | 7  | 6  | 5  | 4  | 3  | 2  | 1  | -2 | -2 | -4 |
| ----------- | -- | -- | -- | -- | -- | -- | -- | -- | -- | -- | -- |

In caso di ex aequo i punti dei nuotatori (o delle staffette) verranno sommati e divisi per il numero di atleti (o staffette) coinvolti. Non sono assegnati punti agli atleti (e di conseguenza squadre) che non terminano la gara. Per le staffette il punteggio assegnato è doppio, secondo il seguente schema:
| Piazzamento | 1º | 2º | 3º | 4º | 5º | 6º | 7º | 8º | NF | SQ | NP |
| Punti       | 18 | 14 | 12 | 10 | 8  | 6  | 4  | 2  | -4 | -4 | -8 |
| ----------- | -- | -- | -- | -- | -- | -- | -- | -- | -- | -- | -- |

I punti di ogni singolo atleta sono sommati e si accumulano al fine di creare il punteggio complessivo della propria squadra.
Una particolarità della LIN consiste nel fatto che vincere una gara non necessariamente garantisce alla squadra il massimo dei punti. Per esempio, se in una gara i due rappresentanti di una formazione arrivano rispettivamente primo e settimo, guadagneranno per la loro squadra meno punti rispetto a quella che vede arrivare i suoi nuotatori al secondo e quarto posto (nel dettaglio, la prima accumulerà 11 punti mentre il secondo 12).
Un incontro è vinto dalla squadra che ha ottenuto più punti in tutte le 39 gare. Con lo stesso sistema e in base ai punti totali ottenuti le altre saranno classificate dal secondo al quarto posto. In teoria un incontro può essere vinto da una squadra che non ha vinto nessuna gara.

#### Australiana
L'australiana è una gara a eliminazione sui 50 m stile libero, con ripartenza ogni 3 minuti: al primo turno sugli 8 iniziali partecipanti ne vengono eliminati 4, al secondo turno vengono eliminati altri due partecipanti lasciando a confrontarsi testa a testa, nel terzo e ultimo turno, solo due nuotatori. Durante la pausa tra un turno e il successivo l'atleta può scegliere di fare defaticamento in acqua oppure di ricorrere al trattamento del fisioterapista della squadra dietro i blocchi di partenza. Gli atleti eliminati al termine di ogni turno devono accomodarsi sulla panchina della propria squadra. Le corsie nelle quali gareggiano gli atleti nei vari turni sono assegnate in base alle corsie delle rispettive squadre secondo la giornata di gare.
Dalla stagione 2020, lo stile della gara è scelto dalle squadre che hanno vinto le staffette miste. I punteggi dell'australiana sono i seguenti:
|         | Piazzamento | NP | NF | SQ | 8º | 7º | 6º | 5º | 4º | 3º | 2º | 1º |
| 1 Turno | Punti       | -4 | -2 | -2 | 1  | 2  | 3  | 4  | 5  | 6  | 7  | 9  |
| 2 Turno | Punti       | -4 | -2 | -2 |    |    |    |    | 5  | 6  | 7  | 9  |
| 3 Turno | Punti       | -4 | -2 | -2 |    |    |    |    |    |    | 7  | 14 |
| ------- | ----------- | -- | -- | -- | -- | -- | -- | -- | -- | -- | -- | -- |

#### Penalità
Se un atleta (o una staffetta) non rientra all'interno dei tempi limite sotto riportati viene detratto dal computo complessivo dei punti del club 1 punto per gara individuale e 2 punti per staffetta. La tabella dei tempi limite non si applica per gli ultimi due turni dell'australiana.
|                              | Distanza | Uomini  |         | Donne   |
| ---------------------------- | -------- | ------- | ------- | ------- |
| Stile libero                 | 50       | 22.50   | 25.50   |         |
| Stile libero                 | 100      | 49.50   | 55.00   |         |
| Stile libero                 | 200      | 1:49.50 | 1:58.50 |         |
| Stile libero                 | 400      | 3:50.50 | 4:10.00 |         |
|                              |          |         |         |         |
| Dorso                        | 50       | 25.00   | 28.50   |         |
| Dorso                        | 100      | 54.00   | 1:01.00 |         |
| Dorso                        | 200      | 1:58.00 | 2:11.00 |         |
|                              |          |         |         |         |
| Rana                         | 50       | 28.50   | 31.50   |         |
| Rana                         | 100      | 1:00.00 | 1:08.50 |         |
| Rana                         | 200      | 2:12.00 | 2:28.50 |         |
|                              |          |         |         |         |
| Farfalla                     | 50       | 24.00   | 26.50   |         |
| Farfalla                     | 100      | 53.00   | 58.50   |         |
| Farfalla                     | 200      | 1:59.50 | 2:12.00 |         |
|                              |          |         |         |         |
| Misti                        | 100      | 55.00   | 1:02.50 |         |
| Misti                        | 200      | 2:01.00 | 2:13.50 |         |
| Misti                        | 400      | 4:19.00 | 4:46.50 |         |
|                              |          |         |         |         |
| Staffetta stile libero       | 4x100    | 3:17.00 | 3:39.00 |         |
| Staffetta mista              | 4x100    | 3:35.50 | 4:02.00 |         |
| Staffetta stile libero mista | 4x100    | 3:28.00 | 3:28.00 | 3:28.00 |

#### Jackpot
A partire dalla seconda stagione, la LIN ha introdotto la regola del jackpot. La regola afferma che se un atleta conclude la sua gara davanti a uno o più avversari con uno scarto superiore a quelli indicati nella tabella sottostante, ottiene non soltanto il rispettivo punteggio previsto per il proprio piazzamento ma anche quello di colui (o di coloro) che ha terminato la gara al di sopra del divario previsto. Dunque, se un atleta vince la propria gara superando tutti i propri avversari con un distacco superiore a quello di riferimento affinché si possa applicare tale regola, otterrà i punti previsti per la vittoria della gara (9 per una gara individuale, 18 per una staffetta e 32 per l'australiana, a seconda che vinca tutti i tre turni) più quelli di tutti gli avversari (portando così il punteggio massimo totalizzabile a 37 per una gara individuale, a 74 per una staffetta e a 85 per un'australiana, a seconda che vinca tutti i tre turni), che non registreranno alcun punto.
Nell'eventualità che un atleta (o una staffetta) non prenda parte alla gara, sia squalificato o non la porti a termine, i suoi punti verranno comunque assegnati al vincitore per tale regola mentre rimarrà in vigore la penalizzazione prevista dal regolamento.
|                              | Tempi jackpot | Tempi jackpot | Tempi jackpot | Tempi jackpot |
| Distanza                     | Uomini        |               | Donne         |               |
| ---------------------------- | ------------- | ------------- | ------------- | ------------- |
| Stile libero                 | 50            | 0.85          | 0.95          |               |
| Stile libero                 | 100           | 1.80          | 2.05          |               |
| Stile libero                 | 200           | 4.00          | 4.50          |               |
| Stile libero                 | 400           | 8.50          | 9.40          |               |
|                              |               |               |               |               |
| Dorso                        | 50            | 0.90          | 1.05          |               |
| Dorso                        | 100           | 2.00          | 2.20          |               |
| Dorso                        | 200           | 4.30          | 4.80          |               |
|                              |               |               |               |               |
| Rana                         | 50            | 1.05          | 1.15          |               |
| Rana                         | 100           | 2.26          | 2.50          |               |
| Rana                         | 200           | 5.00          | 5.40          |               |
|                              |               |               |               |               |
| Farfalla                     | 50            | 0.90          | 1.05          |               |
| Farfalla                     | 100           | 2.00          | 2.20          |               |
| Farfalla                     | 200           | 4.40          | 4.80          |               |
|                              |               |               |               |               |
| Misti                        | 100           | 2.05          | 2.30          |               |
| Misti                        | 200           | 4.40          | 4.90          |               |
| Misti                        | 400           | 9.40          | 10.40         |               |
|                              |               |               |               |               |
| Staffetta stile libero       | 4x100         | 9.00          | 10.00         |               |
| Staffetta mista              | 4x100         | 10.00         | 11.00         |               |
| Staffetta stile libero mista | 4x100         | 10.00         | 10.00         | 10.00         |

### MVP
Il titolo di MVP viene assegnato al termine di ogni incontro e al termine della stagione. Il criterio per assegnare questi titoli è basato sul numero di punti rispettivamente accumulati dal nuotatore sia durante il singolo incontro sia nell'intera stagione. Può essere assegnato un solo titolo di MVP e può essere indifferentemente dato a un uomo o una donna. Il premio in denaro per il titolo di MVP al termine di ogni match è di 5 000 dollari.

## Budget
Il budget per la stagione 2019 era di 20 milioni di dollari, con oltre 6 milioni di dollari destinati agli ingaggi e ai premi in denaro per gli atleti.

## Risultati per stagione
| Stagione | Eventi | Campione        | Secondo         | Terzo        | Quarto     |
| -------- | ------ | --------------- | --------------- | ------------ | ---------- |
| 2019     | 7      | Energy Standard | London Roar     | Cali Condors | LA Current |
| 2020     | 13     | Cali Condors    | Energy Standard | London Roar  | LA Current |
| 2021     | 18     | Energy Standard | Cali Condors    | London Roar  | LA Current |